# ブレント・フレッチャー
ブレント・フレッチャー（Brent Fletcher）は、アメリカ合衆国のテレビの脚本家、プロデューサーである。テレビシリーズ『LOST』、『エンジェル』、『スパルタカス』への参加で知られている。

## キャリア
2005年にフリーランスの脚本家として彼は『LOST』の第1シーズン第18話「数字」の脚本を執筆する。『LOST』により彼と第1シーズンの他の脚本家たちは全米脚本家組合賞のドラマシリーズ賞を獲得した。またNBCのシリーズ『Friday Night Lights』への参加により、2年連続で全米脚本家組合賞にノミネートされた。
2010年からはStarzの『スパルタカス』に脚本家兼ストーリーエディタとして参加している。